# Adršpach (nádraží)
Adršpach je dopravna D3, která se nachází ve stejnojmenné obci v okrese Náchod na železniční trati 047 Trutnov – Teplice nad Metují v km 24,721 v nadmořské výšce 505 m.
V blízkosti se nachází Národní přírodní rezervace Adršpašsko-teplické skály.
Nádraží je zařazeno do integrovaného dopravního systému Královéhradeckého a Pardubického kraje (IREDO). Nachází se zde vnitrostátní přepážka, půjčovna kol, čekárna, úschovna zavazadel, úschovna kol a před nádražím je veřejné parkoviště.

## Historie
Podle projektu vídeňské firmy E. Gross & Co. byla zahájená výstavba trati Trutnov – Teplice nad Metují v roce 1906 společností Lokalbahn Wekelsdorf–Parschnitz–Trautenau (Místní dráha Trutnov - Teplice nad Metují), která získala koncesi na výstavbu v roce 1906. První vlak projel tratí 7. srpna 1908.

## Popis
Stanice byly vybaveny shodnými přízemními budovami, které byly postavené podle typizovaných plánů pro místní tratě. Budova výpravny (krytá sedlovou střechou) je vybavena čekárnou pro cestující a krytým přístřeškem o rozměrech 12×2,5 metrů. Dopravnu doplňuje skladiště s rampou.
Z původních tří kolejí zůstaly po rekonstrukci v letech 2015–2016 dvě průjezdné koleje. Na místo sypaných nástupišť byla postavena zvýšená poloostrovní nástupiště s centrálním přechodem. Dopravna (D3) byla vybavena novou přípojkou nízkého napětí, osvětlením nástupišť a přístupových cest, ohřevem výhybek (EOV). Stanice je dálkově řízena ze železniční stanice Teplice nad Metují.
V období prázdnin jsou posilovány spoje a zavedeny sezonní spoje mezi Adršpachem přes Meziměstí do polského Valbřichu a Vratislavi. V roce 2019 o víkendech a polských svátcích jezdily tři spoje.